# Costa Rica Esporte Clube
Maillots
Le Costa Rica Esporte Clube est un club brésilien de football basé à Costa Rica dans l'État du Mato Grosso do Sul.
Le club évolue depuis la saison 2007 en première division du championnat du Mato Grosso do Sul.